# Environmental bubble
Con 'environmental bubble o bolla ambientale in sociologia del turismo, ci si riferisce a un atteggiamento "protettivo" che sovente il turista assume quando si trova in visita di una comunità con usanze e costumi diversi dai suoi abituali di residenza. Esso consiste nel ricrearsi in territorio straniero un ambiente che lo riporti ai suoi usi e costumi, alla sua cultura, ed eviti di esporlo in maniera radicale alla alterità della comunità locale.

## Storia
La metafora della bolla ambientale è stata usata per la prima volta dal sociologo Daniel J. Boorstin.
Non si tratta di un fenomeno recente, poiché da sempre l'umanità ha cercato di ricreare la propria cultura, anche in luoghi lontani. Ne è prova ad esempio la massiccia "colonizzazione" inglese che rivestì la riviera ligure nel corso dell'Ottocento, dove numerosi turisti inglesi che vi soggiornavano avevano costruito edifici tipici della cultura anglosassone, come circoli di bridge, tennis, english shops e chiese anglicane.

## Esempio
Nella pratica un'environmental bubble può manifestarsi, prendiamo come esempio un turista italiano che faccia una crociera, nella scelta di un tour operator che preveda cibo tipicamente italiano (sia a bordo piuttosto che in locali convenzionati), in cui la lingua parlata a bordo sia l'italiano, nella ricerca di una compagnia esclusivamente italiana durante tutta la vacanza impostando meno relazioni possibili con gli autoctoni e così via. Il turista occasionalmente esce dalla sua bolla per conoscere l'esotico della località, ma spesso vi rientra rapidamente per evitare che un confronto tra la propria cultura e quella del paese visitato possa mettere in discussione la presunta "superiorità" della sua, costringendolo a congetturare che non esista una cultura migliore o peggiore di un'altra, ma che ce ne sia una diversa da tutte le altre e quindi unica e tipica.